# Río Tercero
Río Tercero – miasto w Argentynie leżące prowincji Córdoba, 99 km od miasta Córdoba.
Według spisu z roku 2001 miasto liczyło 44 715 mieszkańców, a w roku 2005 - 47 200 mieszkańców.
Río Tercero założone zostało 9 września 1913 roku.
Miasto jest siedzibą klubu piłkarskiego 9 de Julio Río Tercero.